# Agnez-lès-Duisans
Agnez-lès-Duisans település Franciaországban, Pas-de-Calais megyében. Lakosainak száma 635 fő (2022. január 1.). Agnez-lès-Duisans Haute-Avesnes, Montenescourt, Warlus, Duisans, Étrun, Gouves és Habarcq községekkel határos.

## Népesség
A település népességének változása:
| Lakosok száma | 643  | 644  | 665  | 653  | 649  | 654  | 662  | 648  | 635  |
|               | 2013 | 2015 | 2016 | 2017 | 2018 | 2019 | 2020 | 2021 | 2022 |